# Drillia griffithii
Drillia griffithii é uma espécie de gastrópode do gênero Drillia, pertencente a família Drilliidae.